# 偽重層上皮

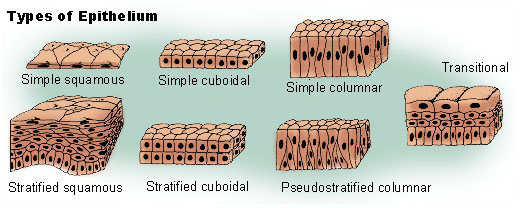
上皮の種類

偽重層上皮（ぎじゅうそうじょうひ、英:pseudostratified epithelium）とは表在上皮細胞、介在上皮細胞、基底上皮細胞から構成される上皮組織の1つ。多列上皮とも呼ばれる。偽重層上皮を構成する全ての細胞は基底板に接するが、細胞の高さが異なるため、上皮自由面に対して垂直に観察すると重層上皮様に観察される。気道の粘膜上皮などではその細胞の自由表面に線毛が存在し、偽重層線毛上皮と呼ばれる。